# Sebastian Boenisch
Sebastian Boenisch (nascut l'1 de febrer de 1987) és un futbolista polonès que actualment juga pel TSV 1860 München, principalment com a lateral esquerre.

## Carrera
Boenisch va fer el seu debut com a professional amb el FC Schalke 04 l'11 de febrer de 2006. Va ser substituït en el minut 86, en una victòria en casa 7 a 4 contra el Bayer 04 Leverkusen. La seva única aparició eixa temporada va ser en una victòria 2 a 1 contra el RCD Espanyol en la UEFA Cup.
L'1 de setembre del 2007, va fitxar pel Werder Bremen.